# Какузу
Какузу (яп. 角都) — ніндзя-зрадник з Такіґакуре. На відміну від решти членів «Акацукі», єдине, що його цікавить — це гроші. Тому улюбленим заняттям Какузу є збирання коштів. Тому Какузу вважається «Скарбником Акацукі».

## Особистість
Какузу є холоднокровним вбивцею, головною метою якого є здобуття чимнайбільшої кількості грошей. Є досить холодним за своєю вдачею, оскільки під час битви Хідана з Асумою, Ізумо, Котецу та Шикамару, коли Хідану відтяли голову, Какузу навіть не ворохнувся щоб допомогти.

## Історія
Відступник з Селища, прихованого у Водоспадах. Судячи з того. що Какузу колись бився з Хаширамою Сенджу, можна з впевненістю сказати, що Какузу дуже старий. До Акацукі був завербований Пейном (тіло Яхіко). Наґато поставив йому умову, що якщо Какузу програє - він повинен буде приєднатися до Акацукі.  Какузу мав декілька партнерів в Акацукі. але всі вони не проіснували довго, оскільки рано чи пізно Какузу просто вбивав своїх напарників. Безсмертний Хідан. став для нього ідеальним партнером. Хоча Какузу недолюблював Хідана, він без особливих зусиль координував з ним свої дії під час сутичок з ворогами.

## Здібності
- Какузу мав унікальну здібність поглинати серця переможених ворогів, подовжуючи таким чином собі життя. Всього в його тілі було 4 серця, кожне з яких володіло техніками стилю вогню, блискавки та вітру (одне з сердець(з технікою води) було знищене Какаші). Доки ці серця були живі, Какузу не можна було вбити фізично.
- Какузу міг захистити своє тіло, надавши йому надзвичайної міцності, за допомогою якої можна було як витримувати потужні фізичні атаки суперника, так і використовувати посилені частини тіла для фізичної атаки.
- Какузу мав здатність контролювати свої кінцівки за допомогою тілесних закінчень. Навіть якщо кінцівка відривалася від основного тіла, вона могла діяти автономно, доки функціонувало основне тіло.

## Перша поява
Вперше з'являється разом з Хіданом до Селища Прихованого в Хамарх, з метою вкрасти двохвостого джинчюрікі Юґіто Ні. Опинившись в пастиці з Хіданом, вони вступають в сутичку, з якої виходять переможцями, передаючи тіло останньої для вилучення двоххвостого.

## Атака на храм в землях Вогню
Разом з Хіданом задля збагачення атакує храм в землі Вогню, з метою отримати голову Чиріку - одного з дванадцяти Ніндзя-Оберігів. Хоча Чиріку використовує техніки рук Будди, Какузу та хідан виходять в з битви переможцями, зрівнявши весь храм з землею.

## Перша зустріч з командою Шикамару
Вперше какузу зустрічається з шинобі з Конохи, біля потаємного офісу збору винагород, коли Какузу доставляє туди тіло Чиріку. Не знаючи напевне про небезпечні здібності Хідана та Какузу, поєдинок закінчується загибеллю Асуми. Шинобі з Конохи загрожує смертельна небезпека, але Какузу та Хідан змушені були відтупити, через запечатування двоххвостого.

## Сутичка з командою 10
Шикамару, Іно та Чоджи, вбиті горем від смерті їхнього вчителя, вирішують поммститися і вирушають на пошуки Какузу та Хідана разом з Хатаке Какаші. Під час поєдинку з ніндзями Конохи Хатаке Какаші знищив одне серце за допомогою райкірі. Хідан своєю технікою знищив друге серце Какузу, думаючи що техніка направлена на Шікамару Нара. Наруто Узумакі знищив два його серця расенґан-сюрікеном. І хоча Какузу залишився живим, він не міг рухатися. Тому після цього його вбив Хатаке Какаші.

## Четверта велика війна шинобі
Какузу опинився серед ніндзя, що були повернуті до життя технікою Нечистивого воскресіння Кабуто Якуші (Едо-тенсей). Бився разом з Асумою проти Іно, Чоджи та Шикамару.